# Alcimus stenurus
Alcimus stenurus là một loài ruồi trong họ Asilidae. Alcimus stenurus được Loew miêu tả năm 1858. Loài này phân bố ở vùng nhiệt đới châu Phi.